# Автошлях E93
Європейський маршрут E93 — застарілий маршрут Європейської маршрутної мережі. Був перекласифікований як Автошлях E95.